# Victor Rolff (Unternehmer, 1934)

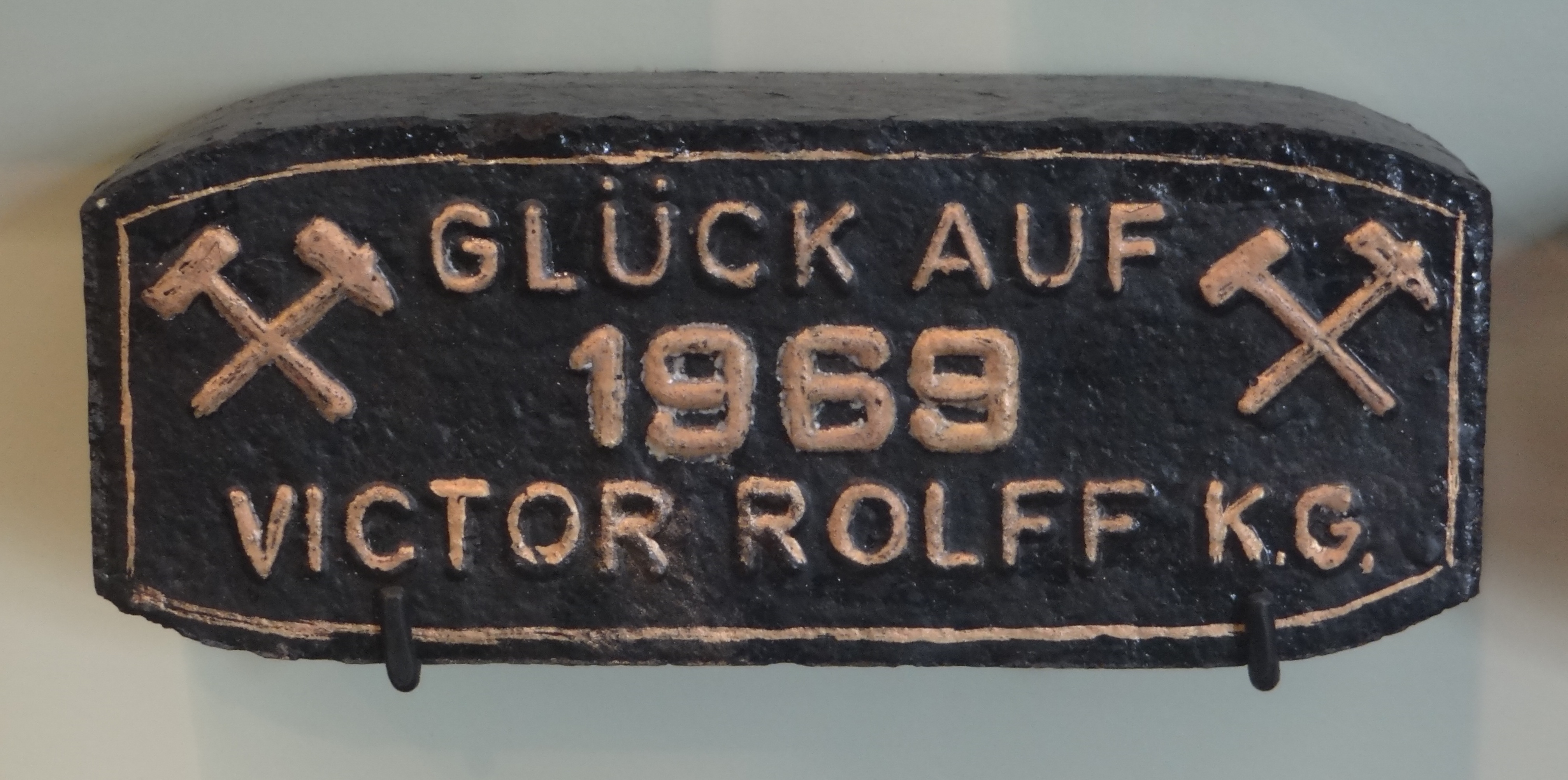
Zierbrikett der Victor Rolff K.G.

Friedrich Victor Rolff, genannt Victor Rolff (* 28. Juni 1934 in Köln; † 15. Februar 2012 auf Burg Gladbach) war ein deutscher Unternehmer, Stiftungsgründer, Kunstsammler sowie in jungen Jahren ein erfolgreicher Autorennfahrer.

## Leben

### Familie
Victor Rolff wuchs in großbürgerlichen Verhältnissen auf. Er war ein Enkel des Unternehmerehepaars Victor Rolff senior und Elisabeth Rolff, geb. Krüger (1883–1965) sowie des Kölner Brauerei-Unternehmers Jakob Immendorf (1885–1966) und seiner Frau Katharina Immendorf, geb. Früh (1890–1940).
Die Großeltern Rolff stammten aus wohlhabenden Tuchfabrikantenfamilien in Cottbus. Victor Rolff senior gründete im Jahr 1901 im Rheinland gemeinsam mit seinem Vetter Carl Sporkenbach und dem Bankier und Unternehmer Wilhelm Werhahn die Wachtberg I Braunkohlewerke und Brikettfabrik Frechen GmbH und verkaufte 1920 die Grube Wachtberg mit Brikettfabriken an die I.G. Farben in Leverkusen. 1921 erwarb er mittels einer neugegründeten Aktiengesellschaft N.V. Allgemeene Bruinkool Companie mit Sitz in Amsterdam die Grube Graf Fürstenberg zwischen Kerpen und Frechen. 1937 wandelte er die niederländische Aktiengesellschaft in die Victor Rolff KG um und erschloss nach dem Krieg ein weiteres Abbaugebiet in der Zülpicher Börde. Seine beiden Söhne Oscar und Joachim waren als Kaufleute aktiv in den Unternehmen beschäftigt.

### Frühe Jahre
Im Alter von 12 Jahren wurde Victor Rolff junior Vollwaise. Der Vater Oscar Rolff starb 1943 als Offizier im Russlandfeldzug, die Mutter Charlotte 1946 durch einen häuslichen Unfall in Köln-Junkersdorf. Ab 1946 wuchs Victor Rolff mit seinen jüngeren Brüdern Eduard und Oscar überwiegend bei den Großeltern Rolff auf. Da die Villa der Großeltern in Köln-Weiden („Villa zur Widen“) nach Kriegsende zunächst von der britischen Armee beschlagnahmt worden war und ab 1949 Sitz des belgischen Oberkommandierenden wurde, lebten die Brüder häufig auf dem Besitz der Großeltern Rolff auf Gut Pompelbusch im Dhünntal. Victor Rolff senior gab als Ersatz für das beschlagnahmte Gebäude in Köln-Weiden beim Architekten Fritz August Breuhaus de Groot das Anwesen Villa zu den vier Winden in Auftrag.
Nach seinem frühen Tod im Jahr 1950 übernahm seine Frau Elisabeth Rolff die Führung des Familienunternehmens – sie integrierte ihren Enkel Victor Rolff junior früh in die Arbeit der Victor Rolff KG. Noch vor dem Abitur verließ Victor Rolff die Schule und wurde Volontär im Familienunternehmen Victor Rolff Kommanditgesellschaft, Braunkohlebrikettfabriken und Kraftwerk.

### Erfolge im Autorennsport
Victor Rolff war – wie sein Großvater, der bereits 1905 Mitglied im DAC war – ein begeisterter Autofahrer, der sich auch im Rennsport betätigte. Er fuhr vor allem Sportwagenrennen in den Klassen für Seriensportwagen und GT-Tourenwagen. Seine bevorzugte Marke war zunächst Porsche, später auch Mercedes-Benz, seine Hausstrecke der Nürburgring in der nahegelegenen Eifel. 1954 wurde Rolff mit einem Porsche 356 1300 Deutscher Meister in der Klasse für Seriensport- und GT-Wagen bis 1300 cm³ (GT 1.3). In dieser Saison gewann er unter anderem das Internationale ADAC-Eifelrennen und den Großen Preis von Berlin (Internationales AVUS-Rennen des AvD). Infolge der Meisterschaft erhielt er verschiedene Ehrenauszeichnungen, darunter die „Große Sportplakette“ der Stadt Köln. 1955 errang Rolff auf Porsche 356 und 550 die Deutsche Meisterschaft in der Klasse GT bis 1600 cm³ (GT 1.6). 1956 nahm er an den fünf Rennen der Sportwagen-Weltmeisterschaft teil (siehe Abschnitt Statistik unten).
Rolff war ein Förderer und enger Freund des 1961 tödlich verunglückten Vizeweltmeisters Wolfgang Graf Berghe von Trips. Die Familien der beiden Fahrer verband neben dem Autorennsport die Unternehmertätigkeit in der rheinischen Braunkohleindustrie.

### Stationen als Unternehmer
1955 übernahm Victor Rolff im Alter von 21 Jahren die Gesamtprokura im Familienunternehmen. Ab 1959 agierte er als alleiniger Geschäftsführer des Unternehmens. Ab 1965 engagierte er sich als Vorsitzender des Aufsichtsrates der Phywe AG, Göttingen, Fabrik für wissenschaftliche Apparate und Laboreinrichtungen.
Die Victor Rolff KG mit Braunkohletagebau (Grube Graf Fürstenberg und Grube Victor), Brikettfabriken und Kraftwerk blieb bis 1969 Victor Rolffs beruflicher Schwerpunkt. Am 28. September 1953 war die Grube Victor in Zülpich-Mitte feierlich durch Elisabeth Rolff (Anstich, Beginn der Förderung) im Beisein von Victor Rolff eröffnet worden. Von 1953 bis 1968 wurde in Zülpich Mitte Braunkohle abgebaut, von 1965 bis 1969 in der Grube Zülpich-West. 1955 wurde neben der Grube Zülpich Mitte die Brikettfabrik Geich fertiggestellt, die zu diesem Zeitpunkt als modernste Brikettfabrik Europas galt. Technische Entwicklungen gingen auf Anregungen von Victor Rolff sen. und dem Onkel Joachim Rolff zurück.
Im Laufe der 1960er-Jahre wurde der Bergbaubetrieb in Zülpich unrentabel. 1969 wurden die Gruben geschlossen. Unter Leitung von Victor Rolff wurden die Abraumhalden rekultiviert und für die Landwirtschaft nutzbar gemacht. Die Gruben um Zülpich wurden geflutet und umgestaltet zum Wassersportsee Zülpich und zum Neffelsee.

### Burg Gladbach

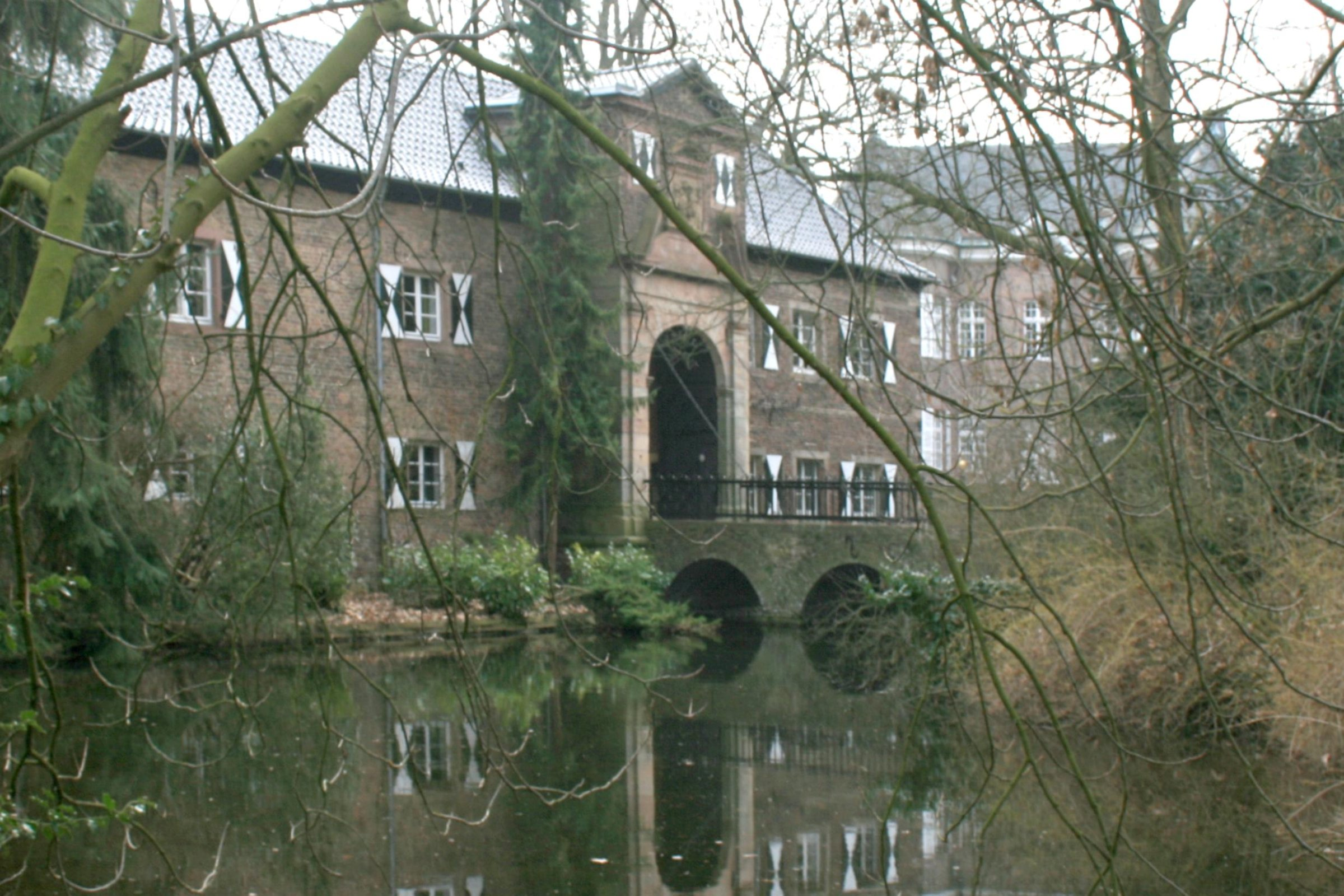
Burg Gladbach

Nach dem Tod seiner Großeltern erbte Victor Rolff den Besitz der Familie im Dhünntal mit Gut Pompelbusch, Forsthaus Haaswinkel, Gut Polhof und Gut Großheide. Er bewohnte ein Jagdhaus oberhalb von Pompelbusch. Durch den Bau der Großen Dhünntalsperre zur Trinkwasserversorgung der Städte Wuppertal, Solingen, Leverkusen und Remscheid wurde das Dhünntal und damit der gesamte Besitz der Familie Rolff ab 1975 geflutet. Als Ausgleich erwarb Victor Rolff 1971 Burg Gladbach bei Vettweiß in der Zülpicher Börde. Er ließ die Burg bis 1976 nach seinen Plänen kernsanieren. Sein besonderes Augenmerk galt der Land- und Forstwirtschaft sowie dem weiteren Erwerb von Landbesitz und Wäldern in der Region bis in die Umgebung von Köln.
Victor Rolff war nicht verheiratet und hatte keine eigenen Nachkommen. Ab dem Jahr 2000 lebte er gemeinsam mit seiner Lebensgefährtin, der bildenden Künstlerin Caroline Lauscher, auf Burg Gladbach. 2012 starb er infolge einer Krebserkrankung und wurde im Park von Burg Gladbach begraben. Sein gesamtes Vermögen inklusive der denkmalgeschützten Burg brachte er als Erbe in die gemeinnützige Victor-Rolff-Stiftung ein, die er noch zu Lebzeiten gründete.

## Victor-Rolff-Stiftung
Victor Rolff trat als Kunstsammler in Erscheinung und betätigte sich als Mäzen. 1995 gründete er die Victor-Rolff-Stiftung, eine gemeinnützige Stiftung für die Förderung von Bildung, Kunst, Musik, Naturschutz, Umweltschutz und Denkmalpflege. Seit 2019 vergibt die Stiftung jährlich zwei Residenzstipendien an bildende Künstler, die eingeladen werden, auf Burg Gladbach zu wohnen und zu arbeiten, seit 2023 unter dem Titel Open Minds das Victor Rolff Stipendium an Schülerinnen und Schüler.
Im Jahr 2009 erregte die Victor-Rolff-Stiftung Aufsehen durch das Angebot, Teile des nordrhein-westfälischen Staatsforstes zu kaufen, um sie im Sinne des Naturschutzes zu entwickeln. Des Weiteren unterstützte die Stiftung 2009 eine Aktion gegen Massentierhaltung.

## Statistik

### Einzelergebnisse in der Sportwagen-Weltmeisterschaft
| Saison | Team        | Rennwagen            | 1   | 2   | 3   | 4   | 5   |
| ------ | ----------- | -------------------- | --- | --- | --- | --- | --- |
| 1956   | Fritz Riess | Mercedes-Benz 300 SL | BUA | SEB | MIM | NÜR | KRI |
| 1956   | Fritz Riess | Mercedes-Benz 300 SL | DNF |     |     |     |     |